# Barangay Ginebra San Miguel
Il Barangay Ginebra San Miguel è una squadra di basket professionista della Philippine Basketball Association (PBA). Il team è di proprietà della  San Miguel Corporation ed è uno dei tre club della PBA attualmente di proprietà del gruppo SMC, insieme ai Magnolia Hotshots e al San Miguel Beermen. La squadra è una delle più popolari della lega e vanta la vittoria di 15 trofei, che ne fanno la seconda squadra più titolata della storia della PBA.

## Storia

### L'entrata nella PBA
La franchigia è entrata nella lega nel 1979 per iniziativa dell'imprenditore Carlos Palanca Jr. e della sua azienda la  La Tondeña Inc., una azienda di distillazione filippina; la nuova squadra fece il suo esordio nella PBA sotto il nome di  Gilbey's Gin. Il primo allenatore fu Pilo Pumaren e la squadra era guidata dal talento della MICAA Willie Tanduyan, insieme agli stranieri Larry McNeil e Dean Tolson. Nella loro prima stagione, il Gilbey's, riuscì a piazzarsi al quarto posto nel torneo Invitational del 1979.
Nella stagione del 1980, Nemie Villegas subentrò come allenatore e trascinati da Willie Generalao, che vinse il premio di Rookie dell'Anno durante la stagione, il Gilbey's si classificò al quarto posto nell'All-Filipino Conference.
La franchigia giocò sotto il nome di St. George Whiskies durante la Reinforced Filipino Conference del 1981. Per poi tornare, dal 1982, a chiamarsi Gilbey's Gin e con il nuovo allenatore Arturo Valenzona, la squadra raggiunse per la prima volta le finali dell'Open Conference; tuttavia, venne sconfitta con un netto 3-0 dai Toyota, guidati dall'allenatore Ed Ocampo e dalle stelle Robert Jaworski e Ramon Fernandez. Il Gilbey's raggiunse un'altra finale nella All-Filipino Cup del 1983, ma venne nuovamente sconfitta, nuovamente per 3-0, dai Crispa Redmanizers.

### L'era Jaworski (1984-1998)
Prima della stagione del 1984, la franchigia dei Toyota Super Corollas annunciò il suo ritiro dalla lega dopo aver vinto nove titoli in nove stagioni. Come parte dell'accordo stipulato con la nuova squadra dei Manila Beer Brewmasters, i diritti sui giocatori della Toyota furono acquisiti dalla Beer Hausen, che si apprestava a debuttare nella PBA.
Tuttavia quattro giocatori dei Toyota, Robert Jaworski, Francis Arnaiz, Arnie Tuadles e Chito Loyzaga, rifiutarono di unirsi alla nuova franchigia. Il conflitto tra Robert Jaworski e Ramón Fernández, che covava ormai da diversi anni mentre erano compagni di squadra ai Toyota Super Corollas, divenne pubblico. In seguito a questa situazione, il Gilbey's accolse Jaworski e Arnaiz, mentre Tuadles e Loyzaga si unirono ai Great Taste; il resto dei giocatori della Toyota, guidati da Fernandez, passò invece al Beer Hausen. Grazie all'arrivo di Jaworski e Arnaiz, la franchigia, fino a quel momento poco competitiva, divenne immediatamente una squadra di livello.
Nel 1985, il team cambiò il proprio nome assumendo per la prima volta la denominazione di Ginebra San Miguel, ma non riuscì a raggiungere le finali in nessuna delle conference di quella stagione.
Il 22 ottobre 1985, durante una partita contro il Northern Cement, Jaworski ricevette un colpo al labbro da Jeff Moore nel secondo quarto e dovette essere portato presso l'ospedale più vicino per ricevere sette punti di sutura. Nonostante l'infortunio, Jaworski tornò in campo, con sette minuti da giocare nell'ultimo quarto e con 15 punti di svantaggio, e guidò i Ginebra a una straordinaria rimonta. Questo evento segnò la nascita dello slogan Never-Say-Die, traducibile in Mai mollare, che da quel momento divenne uno slogan iconico per rappresentare lo spirito di resilienza della squadra e dei suoi tifosi.
Un mese dopo, il 21 novembre 1985, il giocatore statunitense dei Ginebra, Michael Hackett, stabilì il record per il maggior numero di punti in una singola partita, realizzando 103 punti in una partita vinta per 197-168 contro i Great Taste; primato che rimase imbattuto fino al 1992, quando Tony Harris fece registrare 105 punti a referto.

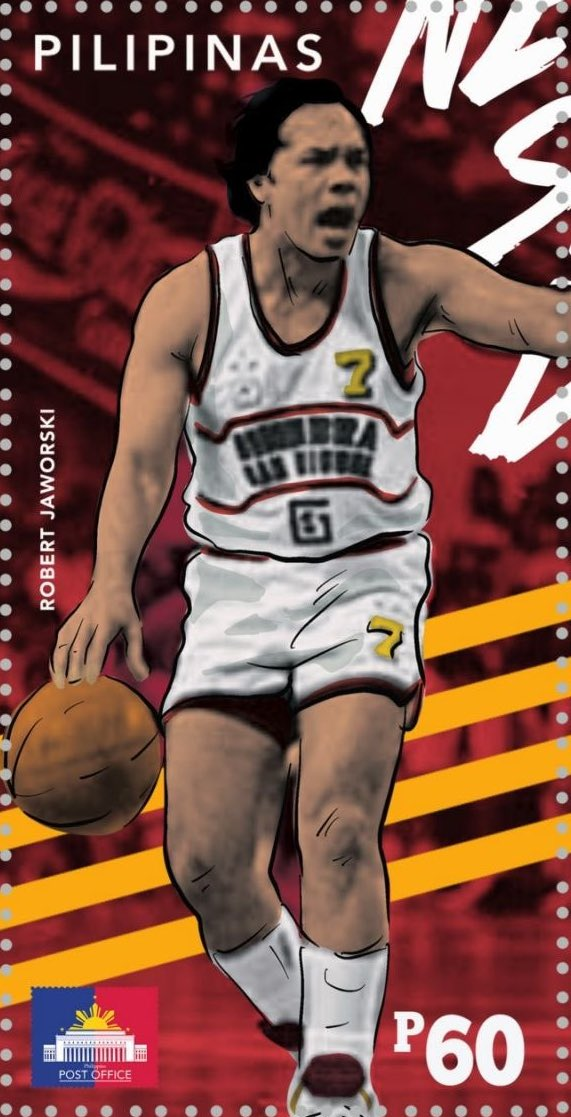
francobollo delle Filippine rappresentate Robert Jaworski con la maglia dei Ginebra

In vista della Open Conference del 1986 fu ingaggiato come secondo giocatore straniero, Billy Ray Bates. L’altro import per la competizione presente in squadra era Michael Hackett, che era stato il Best Import della Open Conference 1985. I due andarono a formare quella che è ritenuta una dei migliori duo di stranieri nella storia della PBA. I due guidarono la squadra fino alle finali della PBA Open Conference contro i Manila Beer. Nell'ultima serie della competizione, Bates e Hackett condussero i Ginebra ad una netta vittoria per 4–1 nella serie, consegnando alla squadra il suo primo titolo in assoluto nella PBA.
Nel 1987 la La Tondeña Inc., proprietaria della franchigia, vide l'acquisizione da parte della San Miguel Corporation della quota di maggioranza della società; l'azienda venne rinominata, La Tondeña Distillers Inc., diventando una filiale della SMG e di conseguenza anche la squadra di pallacanestro passò sotto il controllo della San Miguel.
Nel 1988, la squadra cambiò nome in Añejo Rum 65. I 65ers vinsero la PBA All-Filipino Conference del 1988, il loro primo successo nella PBA Philippine Cup e il secondo titolo complessivo. Gli Añejo affrontò in finale i Purefoods Hotdogs, squadra alla loro prima stagione in PBA. Gli Añejo vinsero la serie 3–1 contro la giovane squadra dei Purefoods guidata da Jerry Codiñera, Alvin Patrimonio e Jojo Lastimosa. Nell’ultima partita della serie, tre giocatori dei 65ers segnarono 25 punti o più: Joey Loyzaga, Dondon Ampalayo e Jaworski, ed anche se la partita fu equilibrata per quasi tutta la sua durata, negli ultimi 3 minuti, Loyzaga e Jaworski segnarono una serie di tiri da tre punti che sigillarono la vittoria per gli Añejo.
Nella stagione 1990, gli Añejo arrivarono in finale nella PBA First Conference contro Benjie Paras e la squadra Shell Rimula X. Durante gara 6, con gli Shell già in vantaggio nella serie per 3–2, in svantaggio per 47-62 con 2:52 minuti rimanenti nel secondo quarto, a Rey Cuenco fu fischiato quello che molti considerarono un fallo "leggero" su una penetrazione di Parks. Fu il suo quarto fallo e, mentre protestava per la chiamata, l'arbitro gli assegnò un fallo tecnico. Cuenco perse la calma e diede un colpo sulla nuca dell'arbitro, ricevendo un secondo tecnico, che portò alla sua espulsione dalla partita.  
Gli Añejo chiamarono un timeout e, durante questa pausa, Jaworski si avvicinò al tavolo degli ufficiali mentre la folla, infuriata, iniziò a lanciare monete in campo, costringendo gli arbitri a sospendere la partita finché non fosse stato ristabilito l’ordine. Con la sospensione della partita, il team manager degli Añejo, Bernabe Navarro, guidò la squadra negli spogliatoi in segno di protesta. A questo punto, i tifosi degli Añejo diventarono ancora più agitati e iniziarono a lanciare oggetti vari in direzione della panchina degli Shell, costringendo i Zoom Masters a rifugiarsi negli spogliatoi per evitare di essere colpiti.  
Dopo che fu ristabilita una parvenza di ordine, il commissario della PBA, Rudy Salud, concesse dieci minuti a entrambe le squadre per tornare in campo. Gli Shell fecero il loro ritorno, ma gli Añejo non rientrarono mai. Salud diede agli Añejo due ultimatum di 90 secondi per tornare in campo, ma quando i 65ers non si ripresentarono, la lega dichiarò il Formula Shell campione.
Come conseguenza di questo episodio, alla squadra fu inflitta una multa superiore a 500.000 PHP, che all'epoca rappresentava la sanzione più alta nella storia della lega.
Nella stagione 1991, gli Añejo tornarono a giocare con il nome di Ginebra San Miguel, ed incontrarono nuovamente gli Shell Oilers nelle finali della PBA First Conference del 1991. Gli Oilers si portarono in vantaggio 3-1 nella serie, portandosi ad una sola vittoria dalla chiusura della serie, ma gli Shell sprecarono il vantaggio di 3-1, permettendo ai Ginebra di completare una furiosa rimonta e forzare Gara 7. Nei secondi finali di Gara 7, un tiro in precario equilibrio di Rudy Distrito a un secondo dalla fine siglò la vittoria del terzo titolo PBA per i Ginebra, completando una delle più grandi rimonte nella storia della PBA.
Nella pre-stagione del 1993, i Ginebra ottennero la seconda scelta assoluta nel Draft PBA del 1993. Selezionarono l'ala grande, Victor Pablo, ma lo scambiarono immediatamente con i 7-Up in cambio dei veterani Manny Victorino e Alejo Alolor. Lo scambio fu duramente criticato dai tifosi e influenzò negativamente le prestazioni dei Ginebra, che conclusero l'anno con un record complessivo di 9-26 nelle tre conference. Questa pessima performance garantì loro la prima scelta nel draft successivo.
Nel 1994, nel tentativo di cambiare le proprie sorti, la squadra fu rinominata Tondeña Rhum 65, e con la prima scelta assoluta nel Draft PBA, selezionarono Noli Locsin, sperando di migliorare la squadra. Tuttavia, le difficoltà continuarono, con la squadra che vinse solo 12 delle 32 partite giocate in quell'anno.
Nel 1995, la squadra tornò nuovamente al nome di Ginebra San Miguel. Nel Draft PBA scelsero il centro di 213 cm, E.J. Feihl e selezionarono anche il figlio di Jaworski, Robert Jaworski Jr. Purtroppo, le sfortune della squadra continuarono, il Ginebra vinse solo 5 delle 30 partite giocate in quell'anno, culminando in un record di 0-10 nella PBA Governors' Cup. Questa stagione disastrosa alimentò voci sulla possibile dissoluzione della squadra. Tuttavia, il rumor fu rapidamente smentito dopo che la squadra pubblicò un annuncio sui principali quotidiani affermando la propria permanenza nella PBA. Ginebra ottenne nuovamente la prima scelta nel draft successivo. Questo fu l'ultimo anno in cui una squadra PBA con il peggior record ottenne automaticamente la prima scelta del draft.
Nel 1997, la squadra fu rinominata in Gordon's Gin Boars. La squadra raggiunse le finali dell'All-Filipino Conference contro i Purefoods Corned Beef. Il Purefoods riuscì a portarsi in vantaggio per 3-1 nella serie. In Gara 5, erano sul punto di segnare il canestro della vittoria dopo una palla persa da parte dei Gordon's, ma Vince Hizon stoppò il layup di Dindo Pumaren, permettendo ai Boars di restare in gioco. Tuttavia, in Gara 6, la grande prestazione di Alvin Patrimonio e compagni negò a Gordon's il titolo, chiudendo la serie sul 4-2. La sconfitta segnò l'ultima partita di Robert Jaworski come giocatore-allenatore della franchigia, e da quel momento non scese più in campo.
Nella PBA Commissioner's Cup, l'ex giocatore NBA Chris King arrivò come sostituto in tempo per le semifinali del torneo. I Gordon's affrontò la squadra gemella dei San Miguel Beermen in una semifinale a eliminazione diretta. Fu una partita epica che andò ai tempi supplementari. I Boars erano sotto di cinque punti negli ultimi secondi dei tempi regolamentari, ma riuscirono a pareggiare e poi a vincere nel secondo overtime. I Gordon's vinsero per 106-100, in quella che fu la loro partita di playoff più lunga, conquistando così il secondo posto in finale. In finale, i Gordon's Gin sconfissero gli Alaska Aces in sei partite, vincendo la PBA Commissioner's Cup del 1997, il loro primo titolo in sei anni. Fu il loro quarto titolo complessivo e l'ultimo sotto la guida di Robert Jaworski.
Nel 1998, Jaworski si candidò per un seggio al Senato nelle elezioni, vincendo con un grande numero di voti. Questo portò a un conflitto tra il suo ruolo in Senato e quello di allenatore dei Ginebra (che nel frattempo aveva cambiato nuovamente il suo nome in Ginebra San Miguel, durante la Commissioner's Cup). Quell'anno, Danding Cojuangco riacquistò la proprietà della San Miguel Corporation ed una delle mosse della nuova dirigenza fu l'aggiunta di Allan Caidic dai San Miguel Beermen. Questo causò un conflitto tra Jaworski e la nuova dirigenza, poiché non fu informato di questa decisione. In una conferenza stampa tenutasi al Senato, Jaworski si dimise dal suo ruolo di giocatore-allenatore dei Ginebra e si ritirò dalla Philippine Basketball Association, all'età di 52 anni.

### L'era dei "Fast and the Furious" (1999-2012)
Nel 1999, la squadra fu ufficialmente chiamata Barangay Ginebra Kings. Nel torneo All-Filipino, i Barangay Ginebra Kings finirono all' 8° posto nelle eliminatorie e dovettero vincere due volte contro i primi classificati Mobiline Phone Pals. I Kings riuscirono a forzare l'incontro decisivo, vincendo il primo match. Nella seconda sfida, i Kings recuperarono un deficit di 20 punti e grazie ad un canestro  sulla sirena finale, risultò in una delle più grandi sorprese della lega, consentendo loro di avanzare al turno successivo; tuttavia nelle semifinali, furono eliminati dai campioni in carica dei Formula Shell.
Durante la stagione 2000, Aquino fu scambiato con i Sta. Lucia Realty in cambio di Jun Limpot. Questo scambio fu considerato una delle transazioni più importanti nella storia della PBA. Un altro protagonista, Locsin, fu successivamente ceduto ai Pop Cola durante la PBA Commissioner's Cup in cambio di Vergel Meneses, ma ciò non aiutò i Kings durante tutta la stagione. Intanto durante la stagione Allan Caidic assunse la posizione di giocatore-allenatore, andando a sostituire Salazar.
Nel 2001, i Kings scelsero Mark Caguioa, un giocatore praticamente sconosciuto sulla scena cestistica delle Filippine. Nonostante ciò, Caguioa mostrò brillanti capacità durante l'All-Filipino Cup, guadagnandosi il soprannome di "The Spark". I Kings terminarono al quinto posto nelle eliminatorie e affrontarono i Purefoods, nei quarti di finale. In una ripetizione degli eventi dei due anni precedenti, i Kings riuscirono a battere i TJ Hotdogs due volte, e grazie ad un canestro sul finale di gara 2 di Ronald Magtulis, riuscirono ad entrare nelle semifinali. I Kings affrontarono gli Shell nelle semifinali e riuscirono a sconfiggere i Turbo Chargers, prima classificata, in cinque partite, per incontrare la squadra del San Miguel Beemen nelle finali. I Kings andarono sotto per 0-2, ma vinsero le due partite successive riuscendo a pareggiare la serie 2–2; tuttavia, alla fine i Beermen vinsero la serie in sei partite.
Dopo la stagione, i Kings acquisirono Eric Menk dal Tanduay per rinforzare il loro reparto lunghi per la stagione 2002. Sfortunatamente, Menk fu prestato alla squadra delle Filippine e i Kings ebbero difficoltà durante la Governors' e la Commissioner's Cup, fallendo ancora una volta l'accesso alle semifinali. Nell'All-Filipino, Menk fece il suo debutto con i Barangay Ginebra, ma la squadra non riuscì a qualificarsi per i quarti di finale.

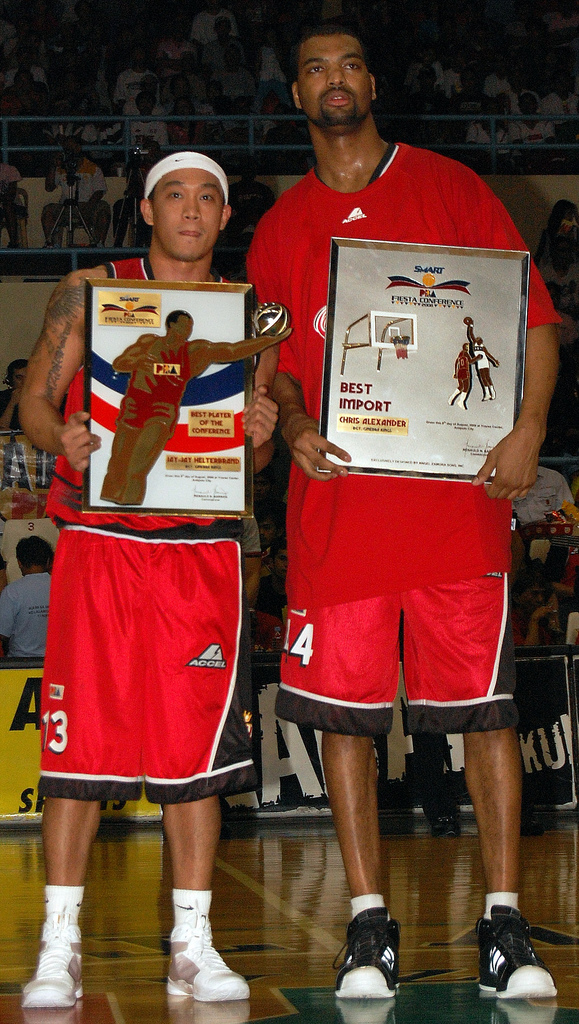
Jayjay Helterbrand e Chris Alexander, mentre vengono premiati al termine della Fiesta Conference 2008

Rommel Adducul, seconda scelta del Draft PBA 2003, fece finalmente il suo debutto in PBA dopo gli anni trascorsi nella Metropolitan Basketball Association. Tuttavia, il suo arrivo non cambiò la fortuna dei Ginebra nella stagione. Nell'All-Filipino Cup, furono eliminati dai futuri campioni dei Talk 'N Text nei quarti di finale. Non si qualificarono nemmeno per il torneo Invitational, dopo essere stati eliminati dai futuri campioni degli Alaska Aces nei turni di qualificazione. Mnetre nella Reinforced Conference che chiuse la stagione, furono eliminati dai Coca-Cola Tigers, all'epoca squadra controllata anch'essa dalla SMC, e futura campione, nei quarti di finale.
Durante la stagione 2004–2005, Mark Caguioa, insieme al suo compagno di squadra Jayjay Helterbrand, formarono una formidabile coppia che fu definita dai telecronisti della TV5 Network,The Fast and The Furious. Il loro gioco permise ai Kings di vincere due titoli consecutivi. Nel 2004, la lega cambiò il formato in due conferenze con un torneo speciale di transizione, noto come PBA Fiesta Conference 2004, per fare da ponte tra la stagione 2003 e la stagione 2004-05.
Con il cambiamento della lega, anche la squadra cambiò, rendendo i Kings più competitivi. Caidic fu spostato al ruolo di team manager e l'ex assistente allenatore dei San Miguel, Siot Tanquingcen, divenne il nuovo capo allenatore. La squadra scambiò Limpot e Rob Johnson con i Purefoods in cambio di Andy Seigle e Rodney Santos tramite i Sta. Lucia, che ricevette una scelta futura al primo turno.
Durante il torneo, Tanquingcen utilizzò una formazione a tre guardie composta da Santos, Helterbrand e Caguioa, che permise alla squadra di adottare un gioco veloce. Fu durante questo periodo che la coppia formata da Helterbrand e Caguioa divenne conosciuta come The Fast and The Furious, in riferimento al loro gioco veloce e al film omonimo.
Il 7 luglio 2004, i Kings terminarono una lunga attesa di 7 anni senza titoli, battendo i Red Bull Barako nelle finali al meglio delle 5 partite, per 3-1, conquistando così la transitoria 2004 PBA Fiesta Conference.
L'11 febbraio 2005, i Kings dimostrarono che il titolo precedente non era stato un caso, vincendo anche il torneo successivo, la PBA Philippine Cup 2004-2005, una conference senza stranieri. La squadra sconfisse i campioni in carica del Talk 'N Text, per 4-2, in una serie controversa, giocata al meglio delle sette partite. Gara uno fu annullata, con la vittoria assegnata in favore dei Ginebra quando il centro dei Phone Pals, Asi Taulava, che non era idoneo a giocare, entrò in campo. Il suo processo per ottenere la cittadinanza era ancora in fase di risoluzione presso il Dipartimento dell'Immigrazione. I Ginebra sfruttarono il momentum e vinse la serie. Questa fu la prima volta nella storia della club, che i Kings si aggiudicarono due trofei consecutivi della PBA.
La vittoria dei Kings contro i Red Bull Barako nella 2004 Fiesta Conference interruppe il perfetto record di finali dei Barakos. Tuttavia, si rivelò costosa, poiché i Red Bull avrebbe poi sconfitto i Ginebra nelle successive tre competizioni, negando ai Kings numerose opportunità di riscrivere la storia.
Nel PBA Fiesta Conference 2005, i Kings ebbero l'opportunità di riscrivere la storia vincendo l'ultimo possibile grand slam con tre titoli consecutivi. Purtroppo, problemi con gli import, gli infortuni di Helterbrand e la sospensione del futuro MVP Menk a causa di problemi di cittadinanza, resero difficile il cammino della squadra durante il torneo. I Kings finirono al 9° posto su 10 squadre, dopo essere stati spazzati via dai Red Bull Barako nella sfida per la wild card al meglio delle 3 partite dei playoff.
Nel Fiesta Conference 2005-2006, i Kings si qualificarono per le semifinali dopo aver vinto il playoff per il secondo posto contro Red Bull. L'import ingaggiato ad inizio conference, Sean Lampley, fu sostituito in tempo per i playoff dal talento di Auburn University, Chris Porter, per cercare di riconquistare il titolo della Fiesta Conference. Tuttavia, il suo arrivo non fu sufficiente ad aiutare i Kings a raggiungere le finali. Affrontarono nuovamente i Red Bull in semifinale e alla fine persero la serie, per 4-3. I Kings si ripresero e pareggiarono la serie, dopo essere stati sotto 1–3; fu una serie emotiva, con i tifosi che speravano in un altro miracolo, simile al ritorno storico compiuto dalla squadra durante la First Conference del 1991.
Nel 2005-2006 PBA Philippine Cup, i Kings finirono con un record di 7-9 nella classifica generale. Essendo i campioni in carica, erano considerati i favoriti per vincere il torneo. Purtroppo, gli infortuni continuarono a tormentare la squadra, con giocatori che cominciarono a cadere uno dopo l'altro. I protagonisti Menk e Adducul, insieme ai giocatori di rotazione Santos e Seigle, furono tutti vittime di infortuni durante la conferenza. I Kings fecero una battaglia eroica nella fase wild card, con i riserve Mark Macapagal, Allan Salangsang, Manny Ramos ed Ervin Sotto che diedero il massimo. Ginebra conquistò il sesto e ultimo posto nei quarti di finale dopo aver sconfitto Air21 il 4 giugno con una vittoria ai supplementari per 118-114, con Caguioa che segnò un record personale di 45 punti. Tuttavia, i Kings non riuscirono a proseguire, venendo eliminati nei quarti di finale dai Red Bull, per 3-2. Dopo aver comandato la serie per 2-1, i Barakos conquistarono la serie vincendo con più di 25 punti negli ultimi due incontri.
Durante l'off-season 2006, i Kings furono coinvolti in una controversa operazione di scambio a tre squadre con i Coca-Cola e gli Air21. La prima parte dello scambio vide gli Express inviare Ryan Bernardo e le scelte al primo round del draft del 2007 e 2008 ai Tigers in cambio di Rafi Reavis, Billy Mamaril e i diritti su Rudy Hatfield. La seconda parte della trade trasferiva Reavis, Mamaril e i diritti su Hatfield dagli Express ai Kings in cambio di Kalani Ferreria, Aries Dimaunahan, Manny Ramos, Ervin Sotto, insieme a due scelte del secondo round dei Kings di quell'anno e una futura scelta al primo round. La terza parte dello scambio fu annullata dall'allora commissario della PBA Noli Eala, che avrebbe permesso agli Express di recuperare le proprie scelte del 2007 e 2008, insieme alla scelta del secondo round dei Tigers del 2008 dai Coca-Cola, in cambio di Ferreria e Ramos, più le scelte di secondo round di quell'anno e una futura scelta al primo round. Air21 e Coca-Cola presentarono una versione rivisitata di questa parte dello scambio, che fu approvata da Eala. Sotto la versione rivisitata, gli Express avrebbero scambiato Ramos e Ferreria, più due scelte al secondo round acquisite dal San Miguel e dai Ginebra, con i Tigers. I Tigers avrebbero mantenuto le scelte al primo round del 2007 e 2008 di Air21 ma avrebbero ceduto le loro scelte al primo round del 2008 e 2009. Anche lo staff tecnico subì una riforma, con Jong Uichico, proveniente dalla squadra sorella dei San Miguel Beermen, che assunse il ruolo di capo allenatore al posto di Tanquingcen. Tanquingcen divenne assistente allenatore, insieme a Art Dela Cruz e Juno Sauler. Dela Cruz proveniva anch'egli da San Miguel, dove aveva servito come assistente allenatore, mentre Sauler rimase dallo staff di Tanquingcen. 

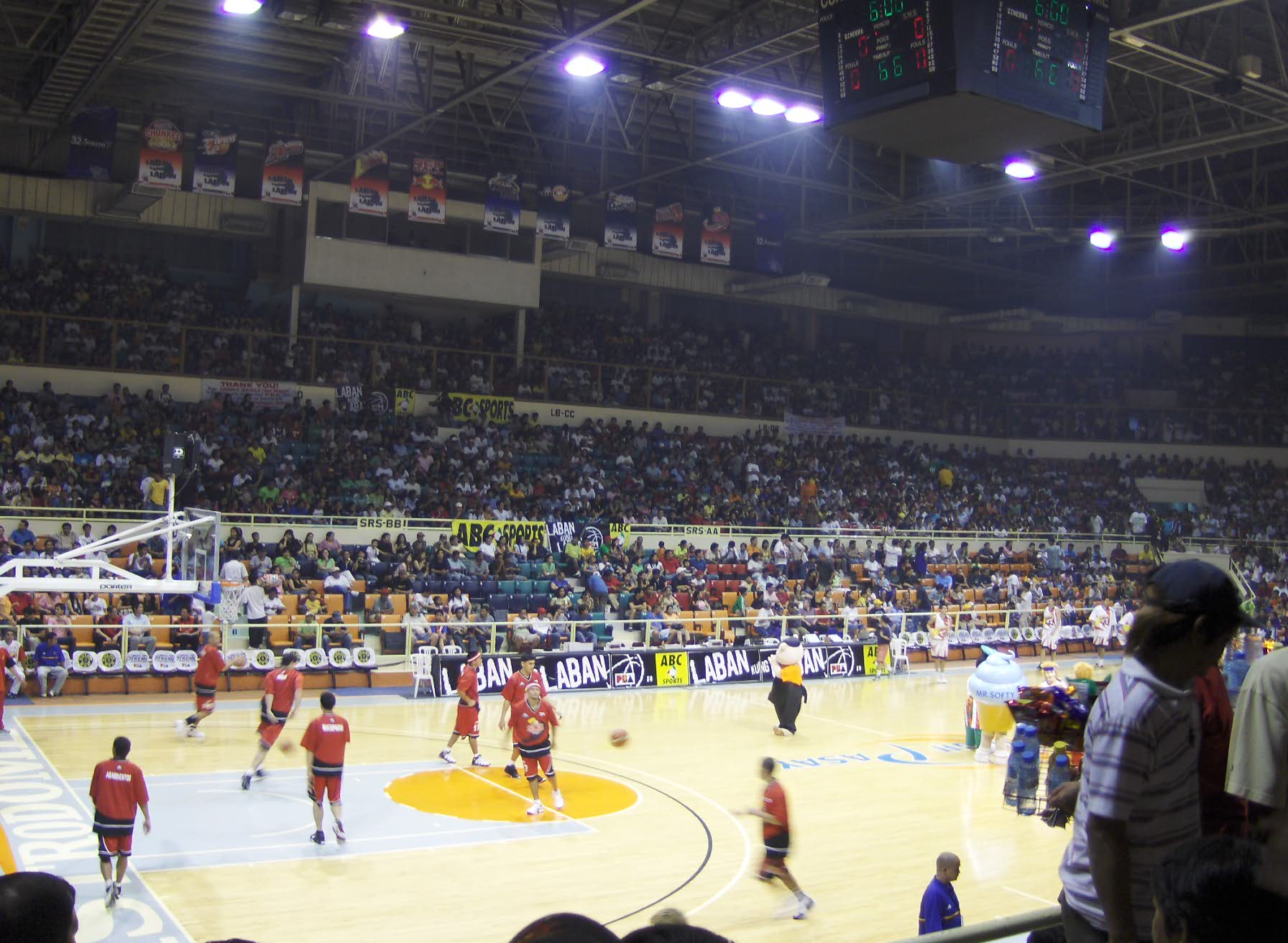
I Ginebra durante il riscaldamento prima di una partita contro il San Miguel Beermen nel 2007

I Kings, nella PBA Philippine Cup 2006-07, avanzarono direttamente alle semifinali dopo aver concluso la fase di classificazione come prima squadra in classifica. Nella serie di semifinale contro i Talk N' Text, i Kings riuscirono a vincere la cruciale gara 4, che pareggiò la serie sul 2–2, e poi conquistarono la vittoria in gara 6, guadagnando il passaggio alle finali.
In finale, i Kings affrontarono il San Miguel Beermen e si trovarono sotto 0-2 nella serie, simile a quanto accaduto nel loro confronto del 2001. Tuttavia, a differenza di quel 2001, stavolta l'esito fu diverso. I Kings vinsero le successive quattro partite, con le gare 3 e 4 che furono veri e propri blowout, conquistando la vittoria della PBA Philippine Cup. Diventarono così la quinta squadra nella storia della PBA a vincere il titolo dopo aver perso le prime due partite della serie finale.
Dopo non essere riusciti a difendere il titolo della PBA Philippine Cup, i Kings firmarono Alex Crisano per rafforzare il loro reparto lunghi e Rahshon Turner come loro import per la PBA Fiesta Conference 2008; i Kings terminarono la fase eliminatoria con un record di 10-8, guadagnandosi un posto diretto nei quarti di finale. Affrontarono i Sta. Lucia nei quarti di finale ottenendo una netta vittoria in 2 partite, prima di un altro incontro contro i Red Bull. Nelle semifinali, i Kings riuscirono a fare uno sweep sui Barakos, con la serie che venne chiusa con una vittoria all' overtime per 101-97 in gara 4. Questa vittoria permise ai Ginebra di ottenere il loro primo sweep nella storia della franchigia e la loro 17ª apparizione in una finale. In finale, i Kings incontrarono gli Air21, che cercava di vincere il suo primo titolo di franchigia. Nella partita di apertura, i Kings estendevano la loro serie di vittorie consecutive a 13, con una vittoria per 105-96, ma in Gara 2, Helterbrand si infortunò a un tendine, dando l'impulso all'Express per una vittoria netta di 124-90, la peggior sconfitta della carriera di Uichico da allenatore. La sfida si trascinò fino alla decisiva ed ultima gara della serie. In Gara 7, con Junthy Valenzuela che aveva subito un infortunio (tendinite) e Alexander che soffriva di crampi nel terzo quarto, i Kings guidati da Tubid e Menk diedero vita ad una prestazione eccellente per mantenere il vantaggio e chiudere la partita con una vittoria per 97-84, vincendo la serie 4–3 e conquistando l'8º titolo della loro storia. Un pubblico record di 22.902 spettatori assistette alla cerimonia di incoronazione dei Kings.

### Barangay Ginebra San Miguel (2012-presente)
In vista della stagione 2012-2013 della PBA, la squadra venne rinominata Barangay Ginebra San Miguel, denominazione che mantiene ancora da quella data.  

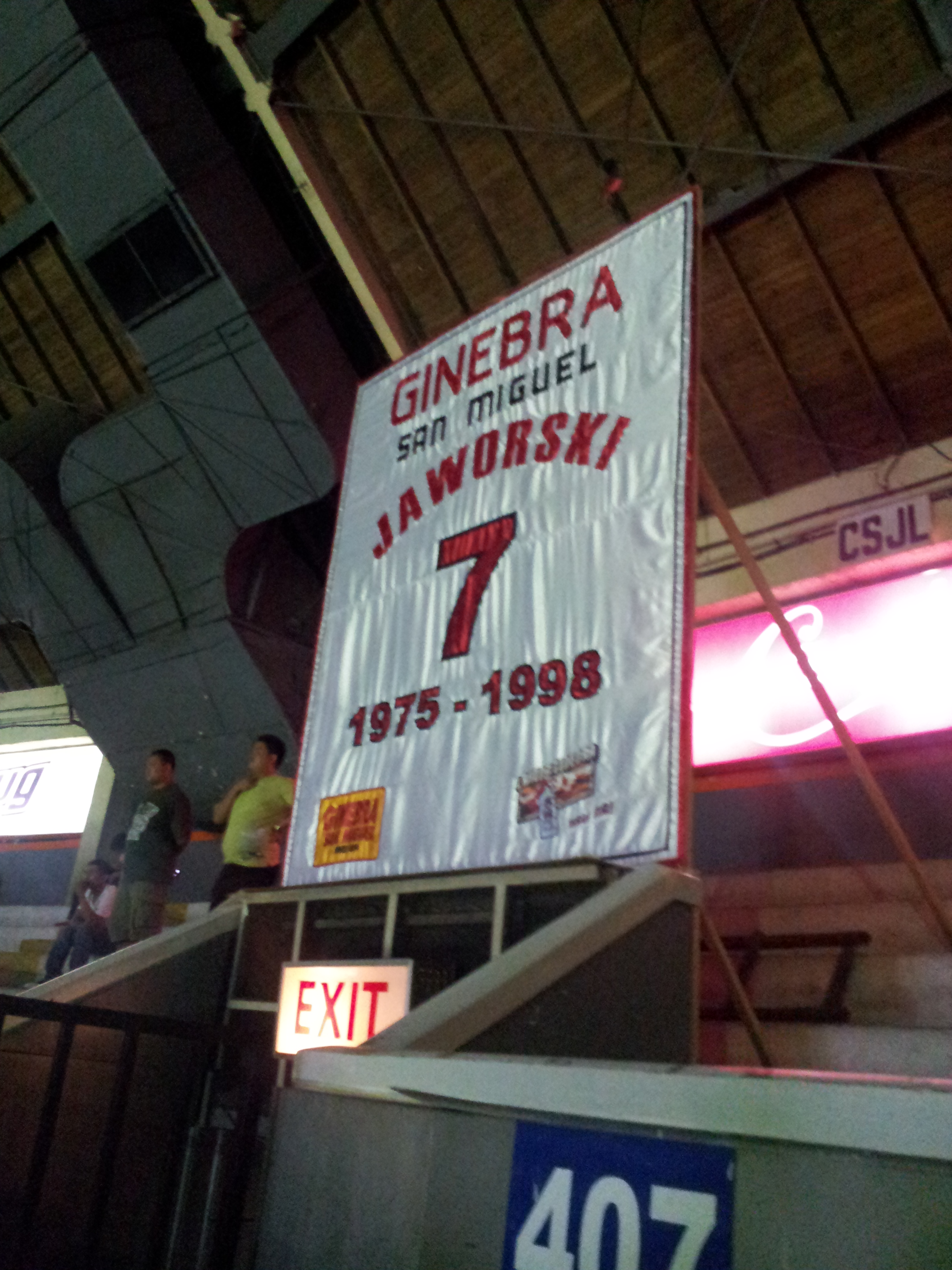
Il banner della maglia numero 7 di Robert Jaworski, ritirata nel 2012

Il 1º gennaio 2013, il consulente della squadra Alfrancis Chua venne nominato capo allenatore, mentre Siot Tanquingcen passò al ruolo di assistente capo allenatore per la PBA Philippine Cup 2012-13. Chua riuscì a guidare la squadra fino alle finali della PBA Commissioner's Cup 2013. Nei quarti di finale, il Ginebra sconfisse la seconda testa di serie, i Rain or Shine, partendo da uno svantaggio di due partite da recuperare. L'import Vernon Macklin segnò due tiri liberi decisivi negli ultimi 12 secondi del quarto quarto, nonostante la sua scarsa percentuale ai liberi, fissando il punteggio finale sull'81-79. Ginebra sopravvisse e avanzò alle semifinali contro dove si scontrò con i Talk 'N Text. Dopo aver sconfitto i Tropang Texters in cinque partite, la squadra fu però travolta in finale dagli Alaska Aces, che vinse la serie al meglio delle cinque con un netto 3-0.
Il 16 luglio 2013, i giornali riportarono che Chua si era "presumibilmente dimesso" dalla carica di capo allenatore dei Barangay Ginebra, annunciando la sua decisione ai giocatori durante la prima sessione di allenamento in vista della PBA Governors' Cup. Secondo alcune fonti online, Chua decise di dimettersi a causa di disaccordi con la dirigenza riguardo ai cambiamenti nello staff tecnico e ai movimenti di giocatori durante la pausa tra le conference. Il 25 luglio 2013, la San Miguel Corporation annunciò che Ato Agustin avrebbe preso il posto di Chua come allenatore ad interim, mentre Chua sarebbe diventato team manager.
Nella PBA Philippine Cup 2013-14, Barangay Ginebra concluse la fase eliminatoria conquistando il primo posto e batté l'Alaska per avanzare ai quarti di finale. In semifinale, affrontarono la loro squadra "sorella", i San Mig Super Coffee Mixers, in una serie molto combattuta che arrivò sul 3-3, ma persero la decisiva Gara 7 con un distacco di 23 punti.
Prima dell'inizio della Governors' Cup, si tenne l'annuale Asian Basketball Showdown, un torneo in cui alcune delle migliori squadre asiatiche si affrontano.Il Ginebra sfidò il Changwon LG Sakers, una delle squadre più forti della Korean Basketball League (KBL), che schierava l'import Christopher Massie. La partita si concluse con una sconfitta per 81-76 per il Ginebra.  

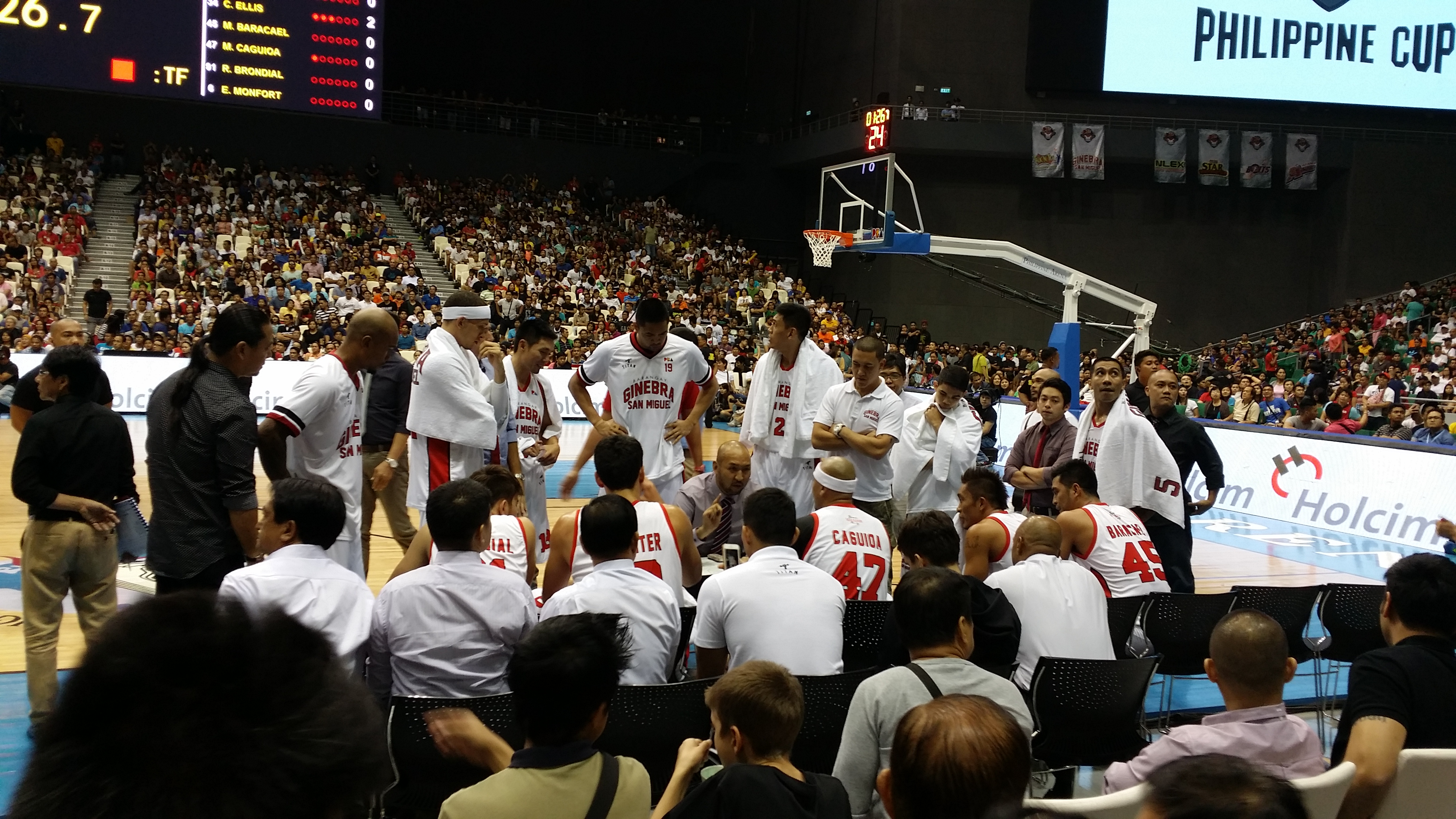
Barangay Ginebra San Miguel durante un timeout nella Philippine Cup 14-15

Per la PBA Governors' Cup 2014-15, il Barangay Ginebra ingaggiò come import Orlando Johnson, ex giocatore degli Indiana Pacers. La squadra ingaggio anche il primo import asiatico della sua storia, Tungalagiin Sanchir, una stella del basket mongolo, che venne poi sostituito dalla guardia sudcoreana Kim Jiwan. Con questi rinforzi, il Ginebra riuscì a piazzarsi all'8º posto, estendendo la sua striscia record di partecipazioni ai playoff a 25 Conference consecutive. Kim e Tungalag diventarono rispettivamente il primo giocatore sudcoreano e il primo mongolo ad essere ingaggiati da una squadra della PBA.
Il 20 luglio 2015, il presidente della San Miguel Corporation, Ramon Ang, confermò la nomina di Tim Cone come nuovo capo allenatore del Barangay Ginebra San Miguel, a partire dall'edizione 2015-2016 della PBA Philippine Cup.
Durante la PBA Governors' Cup 2016, il team firmò Justin Brownlee come sostituto dell'infortunato Paul Harris. Dopo una dura serie di semifinale contro la loro squadra "sorella" del San Miguel Beermen, il Ginebra  vinse la serie e tornò in finale per affrontare i Meralco Bolts. La serie arrivò fino a Gara 6, dove Brownlee segnò il canestro decisivo che consegnò ai Ginebra il titolo della PBA Governors' Cup 2016, ponendo fine a un digiuno di trofei durato otto anni, conquistando il loro nono trofeo nella Philippine Basketball Association.

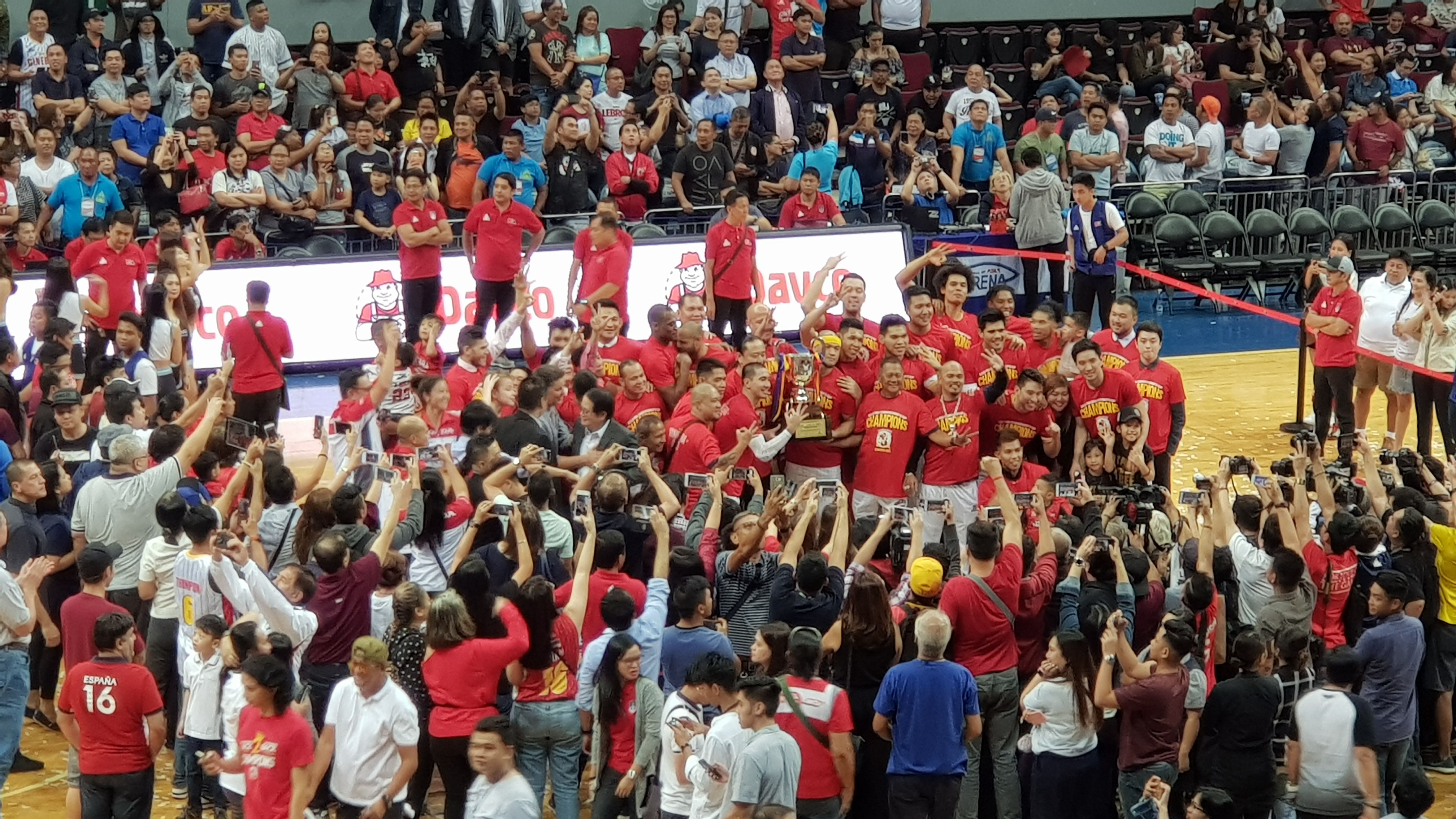
I Ginebra dopo la vittoria della Commissioner's Cup 2018

Nella PBA Philippine Cup 2016-17, il Ginebra entrò nei playoff come testa di serie numero 7. Superò lo svantaggio di due partite e sconfisse gli Alaska Aces nei quarti di finale, avanzando alle semifinali dove si scontro con gli Star Hotshots, un'altra squadra "sorella". Nonostante il Ginebra andò in svantaggio di 0-2 nella serie, riuscì a rimontare e a vincere in Gara 7, vendicando la sconfitta in semifinale di tre anni prima e raggiungendo le finali della Philippine Cup dopo 10 anni. In finale affrontarono i San Miguel Beermen, campioni in carica, ma furono nettamente sconfitti in cinque partite.  

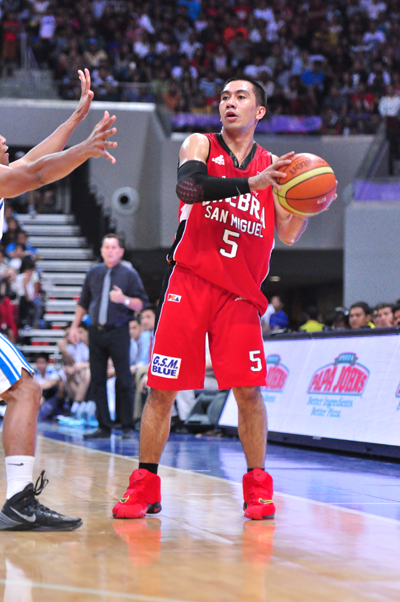
L.A. Tenorio, playmaker della squadra dal 2012.

Nella PBA Governors' Cup 2017, il Ginebra infranse i sogni del San Miguel di ottenere il Grande Slam, eliminandoli con una vittoria schiacciante nei quarti di finale. Successivamente, vinse una dura serie contro il TNT Katropa in semifinale, guadagnandosi l'accesso alla finale con l'opportunità di difendere il titolo. In finale si ritrovò di fronte lo stesso avversario della stagione precedente, i Meralco Bolts. Il Ginebra si portò subito sul 2-0 nella serie, ma il Meralco riuscì a pareggiare sul 2-2. Dopo aver vinto gara 5 alla Philippine Arena, il Ginebra si trovò a una sola vittoria dal confermarsi campione. Tuttavia, il Meralco rispose con una prestazione dominante in Gara 6, vincendo di fronte a oltre 53.000 spettatori. In gara 7, il record di affluenza alla Philippine Arena venne nuovamente infranto, con oltre 54.000 tifosi che accorsero per assistere al trionfo dei Ginebra, che vinse 101-96, conquistando per la prima volta, nella storia della franchigia, due edizioni consecutive della PBA Governors' Cup.
Pochi giorni dopo la vittoria, la leggenda di Ginebra e idolo dei tifosi, Jayjay Helterbrand, annunciò il suo ritiro, segnando la fine dell'era dei cosiddetti "The Fast and The Furious" del Barangay Ginebra.
Reduce dal campionato vinto nella PBA Governors' Cup 2017, il Ginebra iniziò il torneo della PBA Philippine Cup 2017-18 battendo i rivali dei Magnolia Hotshots nel match di Natale per il terzo anno consecutivo, per 89-78. Il Ginebra però giocò una fase ad eliminazione molto altalenante e concluse con un record di 6-5, sigillato da una vittoria dopo tre tempi supplementari contro il Rain or Shine che garantì il quarto posto. Nei quarti di finale, la squadra affrontò nuovamente il Rain or Shine, eliminandola con un secco 2-0.  
In semifinale, Ginebra si trovò di fronte la sua squadra "sorella", i campioni in carica del San Miguel Beermen. Senza il loro lungo Greg Slaughter, infortunato, i Beermen demolirono il Ginebra in cinque partite, qualificandosi per la finale.
Nella PBA Commissioner's Cup 2018, il Ginebra presentò una nuova maglia con la scritta GINEBRA AKO che venne utilizzata per l'intera conference. Il Ginebra ebbe un inizio difficile con un record di 1-3 prima del ritorno di Brownlee, fresco di un titolo ABL. Tuttavia, dopo aver perso le prime due partite con lui (portando il bilancio a 1-5), la squadra realizzò una clamorosa striscia di otto vittorie consecutive fino alle semifinali, dove sconfisse i Rain or Shine in quattro partite, raggiungendo la finale della PBA Commissioner's Cup per la prima volta dal 2013. 
In finale affrontarono i campioni in carica, i San Miguel Beermen. Dopo essersi divisi le prime quattro partite con vittorie schiaccianti da entrambe le parti, in gara 5 Scottie Thompson segnò canestro decisivo per la vittoria, portando il Ginebra a un passo dal titolo. In gara 6, giocata alla Mall of Asia Arena, la partita fu equilibrata nel primo tempo, con il San Miguel avanti di tre punti. Tuttavia, nel terzo quarto il Ginebra prese il largo e non si voltò più indietro, conquistando la PBA Commissioner's Cup 2018, la prima dal 1997. Scottie Thompson fu nominato MVP delle finali, mentre Justin Brownlee ricevette il premio di Miglior Import prima dell'inizio di gara 4.
Dopo essere stati eliminati nelle semifinali della PBA Governors' Cup 2018, il Ginebra iniziò la PBA Philippine Cup 2018-19 con una vittoria per 90-79 contro il TNT Katropa, con Japeth Aguilar miglior marcatore con 21 punti. La squadra chiuse la fase eliminatoria al terzo posto con un record di 7-4, ma venne eliminata nei quarti di finale dai Magnolia Hotshots.
A metà della PBA Commissioner’s Cup, il Ginebra fu coinvolta nel più grande scambio della stagione: cedette Sol Mercado, Kevin Ferrer e Jervy Cruz al Northport in cambio della stella Stanley Pringle. Concluse la stagione regolare al quarto posto (7-4) e, nei quarti di finale, si prese la rivincita contro i Magnolia Hotshots eliminandoli con un 2-0. Tuttavia, in semifinale fu sconfitta da TNT Katropa in quattro partite, fallendo la difesa del titolo.
Nella PBA Governors' Cup, il Ginebra nella fase eliminatoria replicò il record di 7-4 ottenuto anche nelle due precedenti conference, chiudendo ancora una volta al quarto posto. Nei quarti di finale, con il vantaggio del doppio risultato utile, eliminò i San Miguel Beermen, che inseguivano il Grande Slam avendo già vinto PBA Philippine Cup e la PBA Commissioner's Cup, vincendo per 100-97 con 41 punti di Justin Brownlee. Per la seconda volta in tre stagioni, il Ginebra spezzò i sogni di triplete dei Beermen. In semifinale, affrontò il Northport, ottava testa di serie, e vinse la sfida con un netto 3-1, raggiungendo la finale della Governors' Cup per la terza volta in quattro anni.  

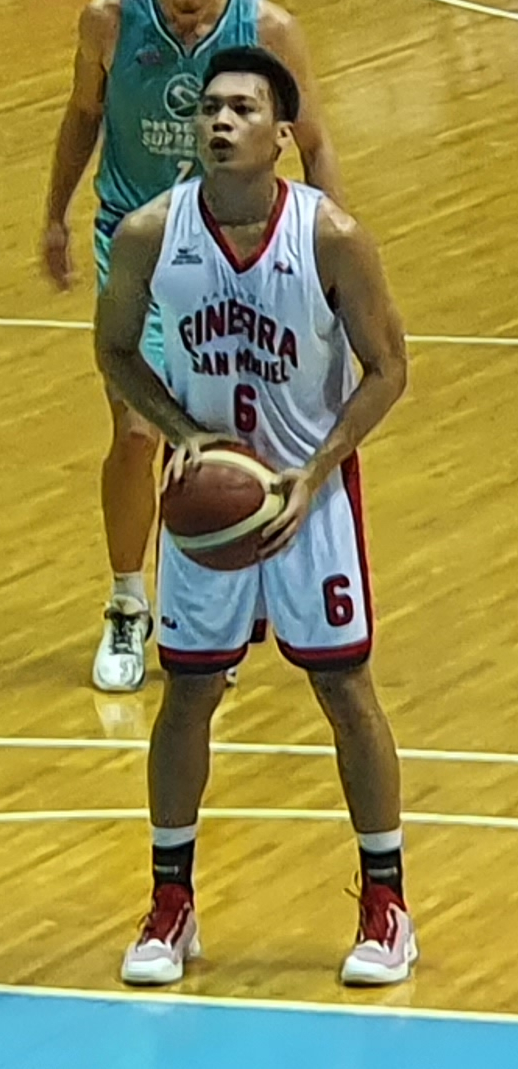
Scottie Thompson, mentre tira dalla lunetta nel 2021.

In finale, si ritrovò ancora una volta di fronte i Meralco Bolts, per la terza volta. Dopo essersi divisi le prime due partite, in gara 3 il lungo di Meralco, Raymond Almazan, si infortunò e non poté più rientrare. Il Ginebra ne approfittò e vinse l'incontro. Senza Almazan, i Meralco persero forza sotto canestro ed il Ginebra capitalizzò la situazione vincendo anche le successive due partite, chiudendo la serie per 4-1 e conquistando il terzo titolo in quattro anni nella PBA Governors' Cup.
La stagione 2020 della Philippine Basketball Association fece il suo inizio con la PBA Philippine Cup l'8 marzo, ma dopo soli tre giorni fu sospesa a causa della diffusione della pandemia da COVID-19 nelle Filippine. Il torneo riprese all'interno di una "bolla"  l'11 ottobre presso la Clark Freeport and Special Economic Zone (CFEZ) di Angeles, una zona economica speciale situata nella regione di Luzon Centrale.. Il Ginebra iniziò la sua avventura nella bolla con quattro vittorie consecutive prima di subire due sconfitte di fila, concludendo però la fase eliminatoria come testa di serie numero uno con un record di 8-3, ottenendo così il vantaggio del doppio risultato utile nei quarti di finale.
Nei quarti, il Ginebra sconfisse i Rain or Shine, accedendo alla semifinale contro i Meralco Bolts; dopo una serie combattuta, il Ginebra vinse in cinque partite grazie a una tripla sulla sirena di Scottie Thompson nell'ultima e decisiva gara della serie, conquistando la finale contro i TNT Tropang Giga. 
In finale, il Ginebra vinse gara 1 ai tempi supplementari dopo una partita molto equilibrata, seguita da un'altra vittoria in gara 2 per portarsi sul 2-0 nella serie. Il TNT, priva della sua stella Ray Parks Jr. a causa di un infortunio al polpaccio in gara 1, riuscì comunque a dominare gara 3 con una vittoria schiacciante. In gara 4, il Ginebra mantenne il controllo per quasi tutta la partita, prima di rischiare nel finale una rimonta dei TNT da -18 nel quarto periodo, ma L.A. Tenorio sigillò la vittoria con una serie di tiri da tre decisivi, portando la serie sul 3-1. In gara 5, la partita fu combattuta fino alla fine, ma il Ginebra prevalse grazie a una prestazione straordinaria di Japeth Aguilar, autore di 32 punti. Con questa vittoria, il Barangay Ginebra conquistò il titolo della PBA Philippine Cup per la prima volta dopo 13 anni e ottenne il primo back-to-back di Conference in 15 anni.
Nella stagione successiva, il Ginebra faticò nella PBA Philippine Cup 2021, concludendo la fase eliminatoria all'ottavo posto a pari merito con i Phoenix Super LPG Fuel Masters. Dopo aver vinto lo spareggio per i play-off proprio contro i Phoenix, il Ginebra si qualificò ai quarti di finale, ma le sue speranze di difendere il titolo svanirono con l'eliminazione da parte dei TNT Tropang Giga per 84-71, finalisti dell'edizione precedente e futuri campioni del torneo.
In vista della PBA Governors' Cup 2021, i Ginebra si prepararono a difendere il titolo avendo vinto l'edizione del 2019. Justin Brownlee tornò come import per la conference. Nonostante un buon inizio nella fase eliminatoria, la squadra soffrì a causa degli infortuni di giocatori chiave come Aljon Mariano e Stanley Pringle. Per rafforzare il roster, il Ginebra acquisì John Pinto, che aveva rifiutato il rinnovo con i Meralco Bolts ed era diventato free agent senza restrizioni.  
Nelle ultime partite della fase eliminatoria, il Ginebra ritrovò il ritmo e chiuse al sesto posto, qualificandosi ai quarti di finale grazie a una vittoria cruciale contro i Rain or Shine Elasto Painters. Nei quarti affrontò ancora una volta i TNT Tropang Giga, ma stavolta riuscì a ribaltare lo svantaggio del doppio risultato utile, accedendo alle semifinali contro gli NLEX Road Warriors.  
Nelle semifinali, il Ginebra continuò la sua striscia vincente, nonostante la perdita di Japeth Aguilar per un infortunio. Anche senza il loro lungo, i Kings eliminarono i NLEX in una serie al meglio delle cinque, vincendo 3-1 e guadagnandosi la quarta finale della Governors' Cup contro i Meralco Bolts dal 2016.  

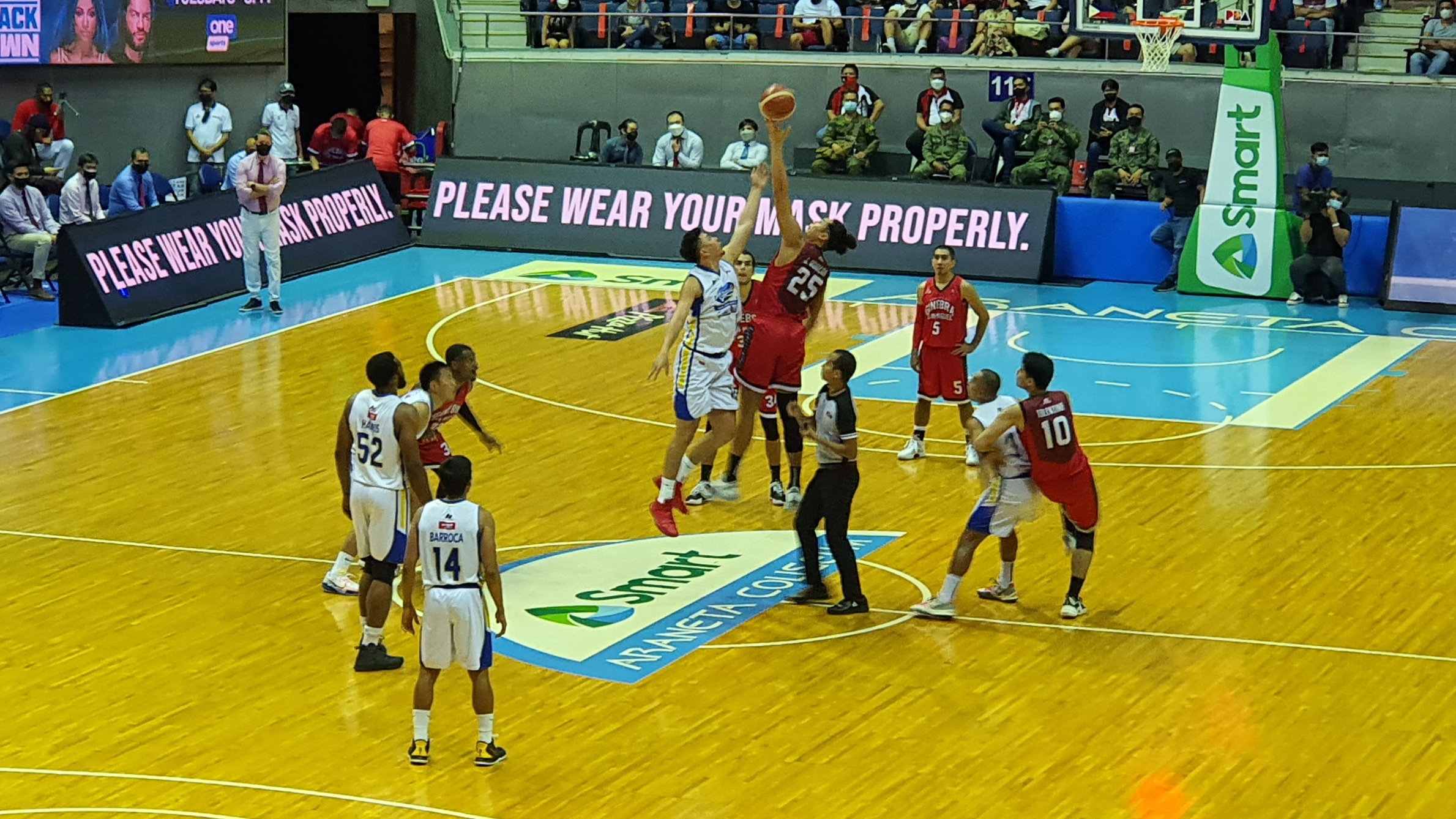
La palla a due del Manila Classico(Ginebra San Miguel vs Magnolia Hotshots), nella stagione 2021

Nella serie finale, il Ginebra riuscì a difendere con successo il titolo della PBA Governors' Cup, sconfiggendo i Meralco per 4-2 in una serie al meglio delle sette. Justin Brownlee fu premiato come Miglior Import, mentre Scottie Thompson vinse sia il premio di Miglior Giocatore della Conferenza che il titolo di MVP delle finali.
Per la stagione 2022-2023, la PBA tornò al formato a tre conference, dopo le modifiche delle stagioni precendeti influenzate dalla pandemia da COVID-19. Nella PBA Commissioner's Cup, la squadra concluse la fase eliminatoria al terzo posto ottenendo l'accesso diretto ai quarti di finale, dove affrontò e sconfisse per 2-0 il NorthPort Batang Pier, guadagnandosi l'accesso per le semifinali. Nella serie, giocata al meglio delle cinque partita, il Ginebra si dimostrò superiore dei rivali dei Magnolia Hotshots, imponendosi per 3-1, facendo così il loro ritorno alle finali della Commissioner's Cup dal 2017-18.
Nella serie delle finali, disputata al meglio delle sette gare, i Ginebra affrontarono i Bay Area Dragons, una squadra di Hong Kong invitata a partecipare alla competizione. La sfida fra le due formazioni si rivelò molto equilibrata e la serie si trascinò fino alla decisiva gara sette. La sfida finale, disputata alla Philippine Arena davanti a 54.589 spettatori (il numero più alto mai registrato fino a quel momento per una gara di finali della PBA), ha infine visto i Ginebra imporsi per 114-99 sui Dragons, che in questo modo si sono aggiudicati la PBA Commissioner's Cup per la terza volta nella storia della franchigia, portandosi a quindici titoli vinti nella loro storia in PBA. Prima dell'inizio di gara quattro, Scottie Thompson è stato premiato, per la seconda volta nella sua carriera, come Miglior Giocatore della Conferenza, mentre, Justin Brownlee, ha ricevuto per la terza volta il premio di Miglior Import della Conference.

## Denominazioni

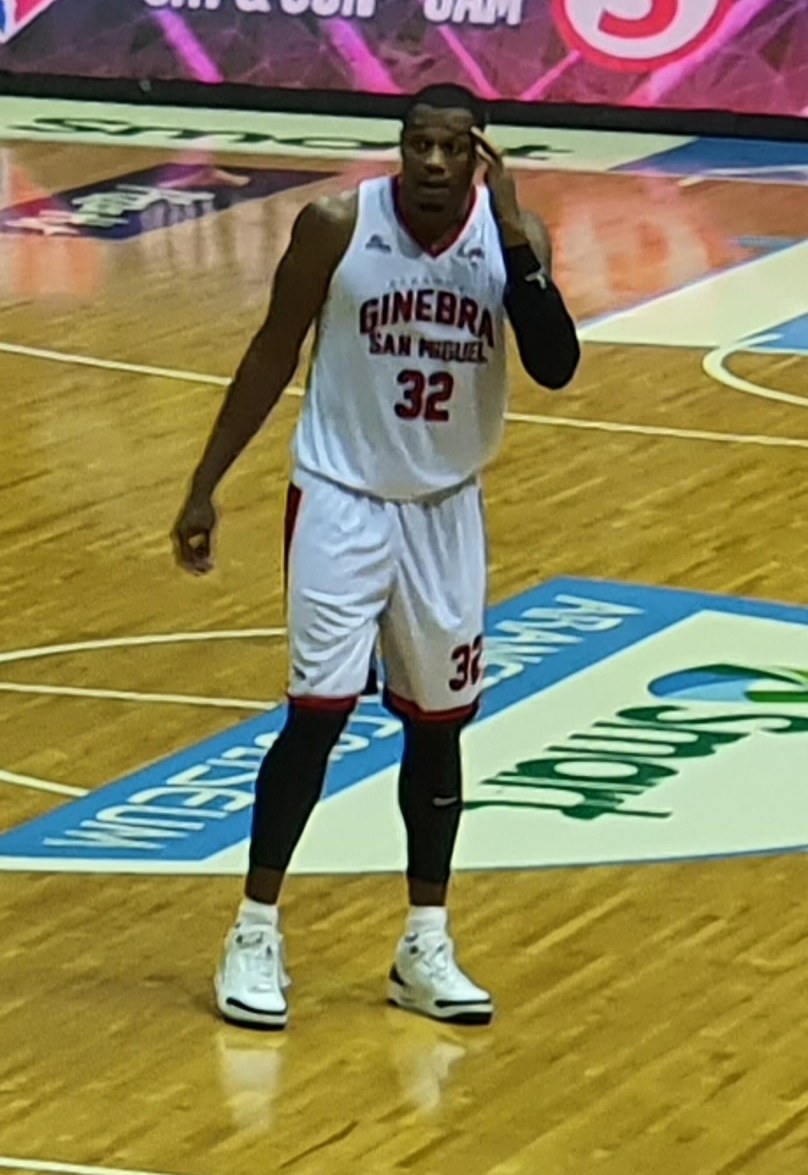
Justin Brownlee, protagonista con la canotta del Barangay Ginebra dal 2016

- 1979-1981:  Gilbey's Gin
- 1981:  St. George Whiskies
- 1982-1983:  Gilbey's Gin
- 1983:  Gilbey's Gin Gimlets
- 1983-1984:  Gilbey's Gin Tonics
- 1985-1987:  Ginebra San Miguel
- 1988:  Ginebra San Miguel
- 1988-1990:  Añejo Rum 65ers
- 1991-1992:  Ginebra San Miguel
- 1992-1993:  Ginebra San Miguel
- 1994:  Tondeña 65 Rum Masters
- 1995:  Ginebra San Miguel
- 1996:  Ginebra San Miguel
- 1997-1998:  Gordon's Gin Boars
- 1998:  Ginebra San Miguel
- 1999-2012:  Barangay Ginebra Kings
- 2012-presente:  Barangay Ginebra San Miguel

## Palmarès

### Titoli Nazionali
- PBA Philippine Cup: 4

1988, 2004-2005, 2006-2007, 2020
- PBA Commissioner's Cup: 3

1997, 2017-2018, 2022-2023
- PBA Governors' Cup: 4

2015-2016, 2016-2017, 2019, 2021
- PBA Fiesta Conference: 2

2004, 2007-2008
- PBA Open Conference: 1

1986
- PBA First Conference: 1

1991

## Organico attuale
Organico per la stagione sportiva 2024-2025
| Roster Barangay Ginebra San Miguel 2024-2025. | Roster Barangay Ginebra San Miguel 2024-2025. |
| Giocatori                                     | Staff tecnico                                 |
| --------------------------------------------- | --------------------------------------------- |

| N. | Naz.                                          | Ruolo | Nome              | Anno | Alt.   | Peso   |  |
| -- | --------------------------------------------- | ----- | ----------------- | ---- | ------ | ------ |  |
| 00 | Stati Uniti (bandiera)                        | G     | Maverick Ahanmisi | 1991 | 188 cm | 86 kg  |  |
| 1  | Filippine (bandiera)                          | AG    | Troy Rosario      | 1992 | 201 cm | 99 kg  |  |
| 2  | Stati Uniti (bandiera) · Filippine (bandiera) | AP    | Jeremiah Gray     | 1996 | 196 cm | 93 kg  |  |
| 3  | Filippine (bandiera) · Stati Uniti (bandiera) | AP    | Jamie Malonzo     | 1996 | 198 cm | 95 kg  |  |
| 4  | Filippine (bandiera)                          | PG    | R.J. Abarrientos  | 1999 | 180 cm | 79 kg  |  |
| 5  | Filippine (bandiera)                          | PG    | L.A. Tenorio      | 1984 | 175 cm | 68 kg  |  |
| 6  | Stati Uniti (bandiera)                        | G     | Paul Garcia       | 1999 | 180 cm | 77 kg  |  |
| 9  | Filippine (bandiera)                          | G     | Scottie Thompson  | 1993 | 185 cm | 82 kg  |  |
| 10 | Filippine (bandiera)                          | G     | John Pinto        | 1990 | 180 cm | 77 kg  |  |
| 11 | Filippine (bandiera)                          | C     | Isaac Go          | 1996 | 201 cm | 104 kg |  |
| 14 | Filippine (bandiera) · Stati Uniti (bandiera) | G     | Stephen Holt      | 1991 | 193 cm | 88 kg  |  |
| 18 | Filippine (bandiera)                          | AP    | Ralph Cu          | 1997 | 193 cm | 95 kg  |  |
| 19 | Filippine (bandiera)                          | G     | Von Pessumal      | 1993 | 188 cm | 84 kg  |  |
| 22 | Stati Uniti (bandiera) · Filippine (bandiera) | G     | Jared Dillinger   | 1984 | 193 cm | 100 kg |  |
| 23 | Filippine (bandiera)                          | AP    | Raymond Aguilar   | 1985 | 193 cm | 91 kg  |  |
| 24 | Filippine (bandiera)                          | G     | Jayson David      | 1996 | 188 cm | 87 kg  |  |
| 25 | Filippine (bandiera)                          | C     | Japeth Aguilar    | 1987 | 206 cm | 107 kg |  |
| 31 | Filippine (bandiera)                          | AP    | Aljon Mariano     | 1992 | 191 cm | 79 kg  |  |
| 32 | Stati Uniti (bandiera) · Filippine (bandiera) | AG    | Justin Brownlee   | 1988 | 197 cm | 104 kg |  |
| 88 | Filippine (bandiera)                          | C     | Ben Adamos        | 1995 | 201 cm | 91 kg  |  |

| Allenatore |
| - Tim Cone |
| Assistente/i |
| - Richard del Rosario (1° Assistente) - Kirk Collier - Patrick Partosa - Olsen Racela - Alfrancis Chua (Team Manager) Legenda - (C) Capitano - Infortunato Roster |

## Allenatori

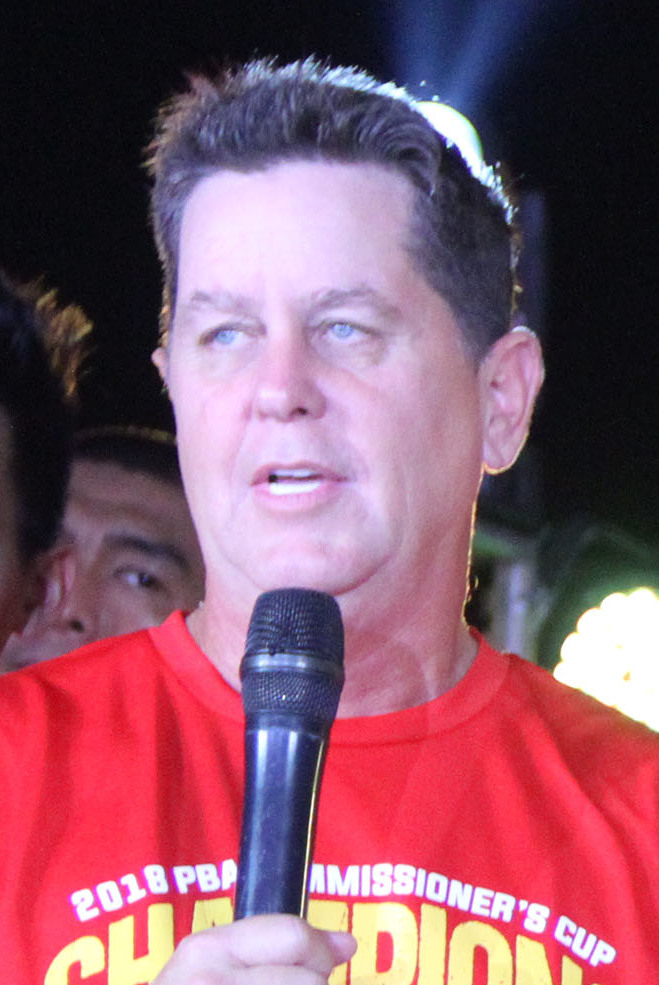
Tim Cone, allenatore del Ginebra dal 2015.

| Nome             | Periodo              | PBA Coach of the Year |
| ---------------- | -------------------- | --------------------- |
| Pilo Pumaren     | 1979-1980            |                       |
| Nemie Villegas   | 1980-1981            |                       |
| Turo Valenzona   | 1981-1984            |                       |
| Robert Jaworski  | 1984-1998            |                       |
| Rino Salazar     | 1998-2000            |                       |
| Allan Caidic     | 2000-2004            |                       |
| Siot Tanquingcen | 2004-2006; 2011-2012 | 2005                  |
| Jong Uichico     | 2006-2012            | 2007                  |
| Alfrancis Chua   | 2013                 |                       |
| Ato Agustin      | 2013-2014; 2015      |                       |
| Jeffrey Cariaso  | 2014-2015            |                       |
| Frankie Lim      | 2015                 |                       |
| Tim Cone         | 2015-presente        | 2020, 2023            |

## Giocatori

### Import
- Larry McNeill
- Dean Tolson
- Jim Bradley
- Lew Massey
- Rickey Brown
- Anthony Roberts
- Jacky Dorsey
- Tony Washam
- Harold Driver
- John Campbell
- Michael Hackett
- Terry Duerod
- Anthony Hunter
- Clinton Wheeler
- Keith Gray
- Billy Ray Bates
- Jamie Waller
- Kevin Gamble
- Tommy Davis
- Joe Ward
- Carlton McKinney
- Daren Queenan
- Carlos Briggs
- Glenn Dedmon
- Sylvester Gray
- Toney Mack
- Darryl Joe
- Ronald Davis
- William Alexander
- Jervis Cole
- Wes Matthews
- Danny Jones
- Tony Massop
- Brian Shorter
- Benjamin Mohammad
- Terry Thames
- Darrin Mayo
- Mitchell Wiggins
- Marlin Kimbrew
- Steve Hood
- Isaiah Morris
- Darryl Prue
- Alexander Coles
- Andre Hardy
- Antonio Madison
- Fred Cofield
- Reggie Fox
- Henry James
- Derek Rucker
- Andy Bostick
- Dennis Edwards
- Tyrone Hopkins
- Chris King
- Purnell Perry
- Leon Trimmingham
- Mike Cumberland
- John Strickland
- Frank Western
- DeWayne Wesley
- Wayman Strickland
- Joe Wylie
- Kenny Payne
- Rick Brunson
- Mario Donaldson
- Ryan Fletcher
- Jarrod Gee
- Brian Green
- Roy Hammonds
- Mark Jones
- Ben Davis
- Ricky Price
- Rossel Ellis
- George Reese
- Torraye Braggs
- Eddie Elisma
- Sean Lampley
- Chris Porter
- Rod Nealy
- Rahshon Turner
- Ernest Brown
- Chris Alexander
- David Noel
- Awvee Storey
- Mildon Ambres
- Denham Brown
- Chris Daniels
- Nate Brumfield
- Curtis Stinson
- Donald Sloan
- Jackson Vroman
- Cedric Bozeman
- Herbert Hill
- Vernon Macklin
- Dior Lowhorn
- Leon Rodgers
- Josh Powell
- Gabriel Freeman
- Zaccheus Mason
- Michael Dunigan
- Orlando Johnson
- Sanchir Tungalag
- Kim Jiwan
- Othyus Jeffers
- Paul Harris
- Justin Brownlee
- Charles García
- Tony Bishop

### Premi individuali
| PBA Most Valuable Player | PBA Finals MVP | PBA Best Player of the Conference |
| --- | --- | --- |
| - Eric Menk – 2004–05 - Jayjay Helterbrand – 2008–09 - Mark Caguioa – 2011–12 - Scottie Thompson – 2021 | - Marlou Aquino – 1997 Commissioner's - Eric Menk – 2004 Fiesta, 2004–05 Philippine, 2007–08 Fiesta - Jayjay Helterbrand – 2006–07 Philippine - Ronald Tubid – 2007–08 Fiesta - LA Tenorio – 2015–16 Governors', 2016–17 Governors', 2020 Philippine - Scottie Thompson – 2017–18 Commissioner's, 2021 Governors' - Japeth Aguilar – 2019 Governors' - Christian Standhardinger – 2022–23 Commissioner's | - Marlou Aquino – 1996 Governors' - Eric Menk – 2004 Fiesta, 2004–05 Philippine - Mark Caguioa – 2006–07 Philippine, 2011–12 Commissioner's, 2011–12 Governors' - Jayjay Helterbrand – 2007–08 Fiesta, 2008–09 Fiesta - LA Tenorio – 2012–13 Commissioner's - Greg Slaughter – 2016–17 Governors' - Stanley Pringle – 2020 Philippine - Scottie Thompson – 2021 Governors', 2022–23 Commissioner's - Christian Standhardinger – 2023 Governors' |
| PBA Rookie of the Year Award | PBA All Defensive Team | PBA Mythical First Team |
| - Willie Generalao – 1980 - Dondon Ampalayo – 1986 - Marlou Aquino – 1996 - Mark Caguioa – 2001 - Greg Slaughter – 2013–14 | - Robert Jaworski Sr. – 1985, 1988 - Chito Loyzaga – 1985–1992 - Marlou Aquino – 1996–1997 - Ronald Tubid – 2008–09 - Billy Mamaril – 2008–09 - John Wilson – 2010–11 - Willy Wilson – 2010–11 - Japeth Aguilar – 2015–17 - Christian Standhardinger – 2022–23 | - Robert Jaworski Sr. – 1986 - Marlou Aquino – 1996–1997 - Vince Hizon – 1997 - Eric Menk – 2004–05 - Jayjay Helterbrand – 2007–08, 2008–09 - Mark Caguioa – 2007–08, 2010–11, 2011–12 - LA Tenorio – 2012–13 - Greg Slaughter – 2014–15 - Japeth Aguilar – 2016–17, 2017–18, 2020 - Stanley Pringle – 2020 - Scottie Thompson – 2021, 2022–23 - Christian Standhardinger – 2022–23, 2023–24 - Jamie Malonzo – 2022–23                          |
| PBA Mythical Second Team | PBA Most Improved Player | PBA Sportsmanship Award |
| - Terry Saldaña – 1984, 1986 - Robert Jaworski Sr. – 1985, 1988 - Chito Loyzaga – 1986 - Dondon Ampalayo – 1986, 1988 - Rudy Distrito – 1990 - Rey Cuenco – 1990 - Bal David – 1996 - Noli Locsin – 1996–1997 - Mark Caguioa – 2004–06 - Rommel Adducul – 2004–05 - Greg Slaughter – 2013–14 - LA Tenorio – 2015–17 - Japeth Aguilar – 2015–16, 2019 - Joe Devance – 2016–17 - Scottie Thompson – 2017–18 - Stanley Pringle – 2019 - Christian Standhardinger – 2021 | - Terry Saldaña – 1983 - Dante Gonzalgo – 1989 - Rey Cuenco – 1990 - Pido Jarencio – 1992 - Elmer Lago – 1999 - Scottie Thompson – 2017–18 - Prince Caperal – 2020 | - Scottie Thompson – 2020 |
| PBA Best Import | | |
| - Michael Hackett – 1985 Reinforced - Jamie Waller – 1988 Open - Carlos Briggs – 1989 Reinforced - Wes Matthews – 1991 Third - Chris Alexander – 2007–08 Fiesta - Nate Brumfield – 2010–11 Commissioner's - Justin Brownlee – 2018 Commissioner's, 2021 Governors', 2022–23 Commissioner's | | |

### Premi PBA Press Corps
| Executive of the Year                                                                                | Baby Dalupan Coach of the Year                                                   | Defensive Player of the Year |
| --- | -------------------------------------------------------------------------------- | --- |
| - Henry Cojuangco – 2004–05 - Ramon Ang – 2013–14, 2016–17 - Alfrancis Chua – 2017–18, 2021, 2023-24 | - Siot Tanquingcen – 2004–05 - Jong Uichico – 2006–07 - Tim Cone – 2020, 2022-23 | - Marlou Aquino – 1996 |
| Bogs Adornado Comeback Player of the Year                                                            | Mr. Quality Minutes                                                              | All-Rookie Team |
| - Jayjay Helterbrand – 2004–05 - Mark Caguioa – 2011–12 - LA Tenorio - 2023-24                       | - Mark Caguioa – 2001                                                            | - John Wilson- 2010–11 - Rob Labagala – 2010–11 - Dylan Ababou – 2011–12 - Greg Slaughter – 2013–14 - Scottie Thompson – 2015–16 - Kevin Ferrer – 2016–17 - Arvin Tolentino – 2020 |
| Lifetime Achievement Award                                                                           | President's Award                                                                | |
| - Robert Jaworski - 2023-24                                                                          | - Tim Cone - 2023-24                                                             | |

### Numeri ritirati
| Numeri ritirati del Barangay Ginebra San Miguel |                 |           |           |
| Num.                                            | Giocatore       | Posizione | Anni      |
| 7                                               | Robert Jaworski | G         | 1984-1998 |
| 8                                               | Allan Caidic    | G         | 1998-1999 |